# سينما سورية
السينما السورية من أوائل الحركات السينمائية في المنطقة العربية حيث كانت المحاولات الأولى للأنتاج السينمائي في سورية قد بدأت في مطلع القرن العشرين، وعرفت سوريا السينما في عام 1908 بعروض سينمائية في مدينة حلب وفي عام 1912 في مدينة دمشق. وكان لهذا الفن الراقي القادم من دول أوروبا هو الوسيلة الأكثر تعبيرا عن واقع ومجريات الحياة والأحداث، وتجمع عدد من الشباب السوري المتحمس للسينما في منتصف عشرينات القرن العشرين وعملوا لأيجاد صناعة سينمائية في سوريا وفي عام 1927 تم البدء بتصوير أول فيلم سينمائي سوري.

## البدايات
بدأت أول محاولات لآنتاج فيلم سينمائي سوري في منتصف العشرينات القرن العشرين، وفي عام 1927 دارت الكاميرا وانطلق تصوير أول فيلم سوري حيث اتفق مجموعة من الشباب المتحمس لهذا الفن القادم من أوروبا لأيجاد صناعة سينمائية في سورية، في مقدمتهم رشيد جلال الذي كان يمتلك معدات سينمائية، كاميرا سينمائية مع آلة عرض ولوازم للتحميض والطبع وغيرها، وقد اتفق رشيد جلال مع مجموعة من الشبان منهم أيوب بدري وأحمد تللو على تصوير فيلم سينمائي وضع له السيناريو بنفسه وقد كانت القصة ترتكز على قصة حقيقية لمجموعة من اللصوص عاثت فسادا في دمشق وضواحيها ايام حكم الملك فيصل الأول 1920 في سورية.
أطلق على أول فيلم سينمائي سوري اسم المتهم البرئ وقد صور خلال 8 أشهر وبذل القائمين على إنتاجه الكثير من الجهد وبلغ طول شريط الفيلم 800 متر انتجته شركة حرمون فيلم للأنتاج السينمائي التي أسسها رشيد جلال وشركاءه في دمشق. وبسبب ظهور ممثلة مسلمة مما يثير غضب رجال الدين مما اضطر رشيد جلال إلى إعادة تصوير المشاهد التي تظهر فيها الفتاة مستعينا بفتاة ثانية ألمانية تدعى لوفانتيا كانت تقيم بدمشق. وتم الانتهاء من التصوير والعمليات الفنية للفلم في 1928 وعرض في سينما الكوزموغراف في ساحة المرجة بدمشق ولاقى نجاحا لافتا وقتها، ويعد الفلم انطلاقة قوية للسينما السورية، في نفس الفترة كان هناك شاب متحمس للعمل السينمائي هو الفنان (بهجت المصري) حيث بدء في عام 1925 عارض سينمائي وعمل على إنتاج العديد من الأفلام القصيرة وقام في عام 1926 بالتعاون مع مجموعة من الشباب الهواة لإنتاج فيلم سينمائي لكنه انفصل عنهم وعمل منفردا وانتج العديد من الأفلام القصيرة وكان يقوم بنفسة بالتصوير والطبع وقد قام بهجت المصري بأنتاج أول أفلامه وطبعة على ورق السجائر الرقيق، وانتج العديد من الأفلام التسجيلية القصيرة ويعد من رواد السينما في سورية.
من الأفلام السورية في العشرينات
- - فيلم عن رئيس الدولة السورية (أحمد نامي) - وحصل الفلم على جائزة في المعرض الصناعي بدمشق.
  - فيلم رحلة رئيس الدولة السورية الشيخ تاج الحسيني في عام 1929
  - فيلم عن الكتلة الوطنية في ذاك الوقت منهم فخري البارودي.
  - فيلم عرض عسكري جرى في دمشق.
  - فيلم المتهم البريء من بطولة: أيوب البدري - أحمد تللو - محمد المرادي - ورشيد جلال

## فترة الثلاثينات
في مطلع الثلاثينات تابعت السينما السورية مسيرتها التي انطلقت على يد مجموعة من الشباب السوريين الذين هم رواد السينما السورية، وفي عام 1931 قام رشيد جلال بمتابعة نشاطه السينمائي وألاتفاق مع عدد من التجار منهم عطا مكي (صاحب المكتبة العمومية بدمشق آنذاك) على تأسيس شركة عرفت باسم هيليوس فيلم للآنتاج السينمائي.
من جهة أخرى اتفق مع صديقه إسماعيل أنزور الذي كانت له تجربة سينمائية في النمسا ومع المخرج أرطغرل محسن لتصوير الفلم وقام إسماعيل أنزور بوضع السيناريو والإخراج وكان الفيلم السوري الثاني من الأفلام الروائية الطويلة بعنوان تحت سماء دمشق  وتم تصويره وطبعة وتحميضة في معمل الشركة وعرض أول عرض له في سينما سي جناق قلعة الفخمة بالصالحية في دمشق، وهي أول دار عرض فخمة تم انشائها عام 1916 وعمل في بنائها وتصميمها النحاتين والفنانين وكانت من اروع دور العرض السينمائية في ذلك الوقت.
صور فيلم تحت سماء دمشق في مناطق من مدينة دمشق ومحيطها مثل غوطة دمشق وقصر الأمير سعيد الجزائري بمنطقة بدمر وفي محطة الحجاز وسط دمشق وقد لاقي الفيلم إقبالا جماهيريا كبير ونجاحا مميزا، وفي عام 1932 عرض في مصر الفيلم المصري الناطق أنشودة الفؤاد للمخرج الإيطالي ماريو فولبي فقرر القائمون على فيلم تحت سماء دمشق في سورية إضافة بعض المقاطع الموسيقية العربية المسجلة على اسطوانات ولكنهم تفاجئوا أثناء عرض الفيلم بسلطات الانتداب الفرنسي وقد اوقفت عرض الفلم بسبب المقاطع الموسيقية المرافقة للفيلم وبعد حل الاشكال سمح بعرضه فيما بعد وحقق الفلم نجاحا مميزا وتوافد الجمهور باعداد كبيرة على سينما سي جناق قلعة بمنطقة الصالحية التي عرض بها الفيلم،  وانتجت في هذه الفترة مجموعة من الأفلام القصيرة والأفلام الوثائقية والتسجيلية.
من أفلام الثلاثينات
- - فيلم انتخاب ملكة الجمال في دمشق عام 1932.
  - فيلم عرض عسكري ضخم جرى بدمشق.
  - فيلم عن البطل يوسف العظمة.
  - فيلم الصداقة.
  - فيلم نداء الواجب (فيلم) لأيوب البدري عام 1937.
  - فيلم الغرام عند الغروب عام 1937.
  - فيلم عن البرلمان السوري عام 1932.
  - فلم تحت سماء دمشق من بطولة: عطا مكي - اديب خير - رفيق الكزبري - عرفان الجلاد - مدحت العقاد - ورشيد جلال وغيرهم.

## الاربعينات والخمسينات
استمرت عجلة الأنتاج السينمائي السوري في الأربعينات والخمسينات وتم إنتاج عدد من الأفلام الروائية وظهرت للوجود شركات جديدة واهتمام خاص من قبل الدولة بالسينما بعد الاستقلال، ومن ابرز الرواد في هذه الفترة وفي مسيرة السينما السورية هو المهندس البارع نزيه الشهبندر حيث اسس استديو للتصويرالسينمائي في حي باب توما بدمشق، ويذكر ان الشهبندر قام بصنع العديد من المعدات والالات وجهز الاستديو بالمعدات والات التصوير ومعدات الصوت والإضاءة وغيرها مما يتطلبه العمل السينمائي وقام بتصوير فيلمه الأول عام 1948 وهو نور وظلام من تأليف محمد شامل وعلي أرناؤوط وشارك بالتمثيل كل من حكمت محسن وأنور البابا وسعد الدين بقدونس وغيرهم.
و قد تزامن التصوير مع بدأ العمليات الإسرائيلية في فلسطين عام 1948. عرض الفيلم في أول عروضه في سوريا ولبنان والمهجر وقد ورد في مقدمة الفيلم التي نشرها الشهبندر:
«اننا نقدم باكورة إنتاجنا السينمائي قاصدين من هذا العمل خدمة الوطن بإنشاء صناعة السينما فيه وكلنا امل بكل وطني حر أن ينظر بعطف وتقدير لهذه الصناعة كي نتمكن من ترقيتها والنهوض بها إلى أقصى حد والسلام..»،  قام نزيه الشهبندر بإنتاج عدد من الأفلام التسجيلية والقصيرة. وفي عام 1946 تأسست شركة إنتاج سينمائي سورية عربية مشتركة ووفرت خبرات من سورية ومصر وانتجت أول أفلامها وهو ليلى العامرية ولاقى الفيلم إقبالا جيدا وتم عرض الفيلم في دمشق وبيروت والقاهرة في أول عرض له.
في عام 1950 تم إنتاج فيلم عابر سبيل وهو أول فيلم سوري ناطق طويل وقد انتجته شركة عرفان وجالق للإنتاج الفني التي قامت في حلب والفيلم من إخراج احمد عرفان ومن تمثيل نجيب السراج، هيام صلاح، سلوى الخوري وغيرهم من الممثلين السوريين في ذلك الوقت، وانتجت شركة (عرفان وجالق) العديد من الأفلام التسجيلية والأفلام القصير منها عملية الساعة السادسه وفيلم ثلاث عمليات دخل فلسطين وهي أفلام عسكريه وسياسية في ذاك الوقت والكتير من الأفلم الأخرى وأفلام لصالح المؤسسات العامة. كما قام المخرج أحمد عرفان وهو من المؤسسين للسينما بتأسيس ستوديو الجيش في حرستا وهو الأستوديو الأول في سوريا لتحميض وطباعة الأفلام السينمائيه وبتأسيس معمل التحميض الثاني التابع للمؤسسة العامة للسينما بعد ان قام هو ورفاقه بتأسيس المؤسسة العامة للسينما.
وفي عام 1960 قام أحمد عرفان ومجموعة من رفاقه بتأسيس التلفزيون السوري وكان مزامنا للتلفزيون المصري الذي ساهم أيضا أحمد عرفان بتأسيسه في ذلك الوقت.وكان المخرج أحمد عرفان أيضا من مؤسسي نقابة الفنانين الأوائل في سوريا
عام 1951 قامت الدولة بدعم السينما كوسيلة اعلامية فعالة، وتم تأسيس قسم متخصص للسينما يهتم بأمور السينما في سورية وجهزت معمل سينمائي للطبع والاظهار والعمليات الفنية وقسم للتصوير السينمائي، وتم إطلاق جريدة سينمائية مصورة تصدر اسبوعيا بدمشق تهتم بأخبار السينما والسينمائين في سوريا والعالم. في نهاية الخمسينات تم انشاْء اقسام للسينما في عدد من الوزارات السورية وقامت عدد من شركات الإنتاج السينمائي في سورية وسينمائين منهم زهير الشوا التي انتج عدد من الأفلام، واتضح نشاط هذه الشركات وزاد إنتاجها في المرحلة المقبلة من مسيرة السينما السورية.
كما قام المخرج أحمد عرفان وهو من المؤسسين للسينما بتأسيس ستوديو الجيش في حرستا وهو الأستوديو الأول في سوريا لتحميض وطباعة الأفلام السينمائيه وبتأسيس معمل التحميض الثاني التابع للمؤسسة العامة للسينما بعد ان قام هو ورفاقه بتأسيس المؤسسة العامة للسينما.
وفي عام 1960 قام أحمد عرفان ومجموعة من رفاقه بتأسيس التلفزيون السوري وكان مزامنا للتلفزيون المصري الذي ساهم أيضا أحمد عرفان بتأسيسه في ذلك الوقت.
من أفلام الاربعينات والخمسينات : فيلم عابر سبيل، فيلم نور وظلام، فيلم ليلى العامرية، ومجموعة من الأفلام القصيرة والأفلام التسجيلية والوثائقية.

## الستينات والسبعينات
في هذه المرحلة من رحلة السينما السورية تم إنتاج أكبر عدد من الأفلام السينمائية السورية وما يميزها ظهور المؤسسة العامة للسينما التي أنتجت عدد كبير من الأفلام السورية القوية والجادة وحققت حضورا كبيرا في المهرجانات الدولية والعربية، وكذلك قطاع الإنتاج السينمائي وشركات الإنتاج السينمائي السورية الخاصة والمشتركة، والتي أنتجت ما يزيد على 300 فلما بين الأفلام الروائية الطويلة والأفلام القصير والوثائقية منها أفلام جادة مميزة وأفلام تجارية اكثرها من إنتاج القطاع الخاص، وتميزت هذه المرحلة بظهور نجوم الشباك وأصبح هناك أسماء لامعة جاذبة على افيشات واعلانات الأفلام السورية مثل أفلام الثنائي الشهير دريد لحام ونهاد قلعي وأفلام الفنانة إغراء وسلسلة الأفلام الكوميدية لعدد من نجوم الكوميديا في سوريا التي أصبح لها جمهورها وكانت الأفلام السورية لاتنقطع من العرض في دور السينما ب دمشق وحلب ومختلف المدن السورية، ومما هو جدير بالذكر ان عدد دور السينما في سوريا عام 1963 بلغ أكثر من 120 دار سينما وتعد هذه المرحلة عصر ذهبي للسينما السورية.
من أفلام الستينات والسبعينات

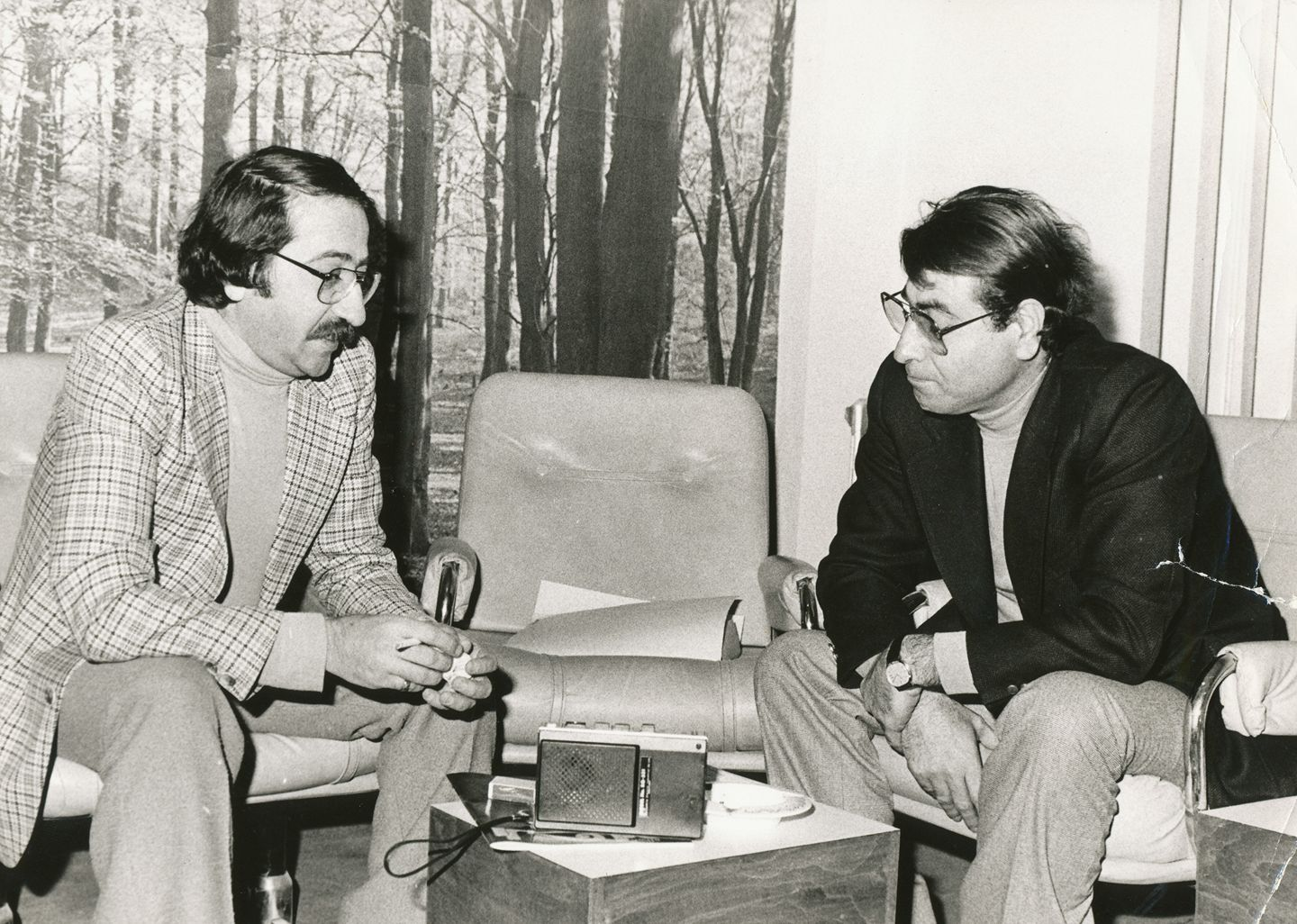
دريد لحام رائد السينما السورية في الستينات والسبعينات

- عقد اللولو * لقاء في تدمر * غرام في إسطنبول * الوادي الأخضر * وراء الحدود * لمن تشرق الشمس * الشريدان * الفهد * سائق الشاحنة * الاتجاه المعاكس * لعبة الشيطان * فندق الأحلام * حمام الهنا * النصابين الثلاثة * اللص الظريف * الصديقان * خياط السيدات * انا عنتر * المليونيرة * غوار لاعب كرة * فاتنة الصحراء * بدوية في باريس * بنات اخر زمن * ليل الرجال * غزلان * الصعاليك * عاريات بلا خطيئة * البدوية العاشقة * عروس من دمشق * العار * السكين * ثلاثة عمليات في فلسطين * امرأة من نار * حب وكارتيه * فتيات الاستعراض * المخدوعون * حبيبتي يا حب التوت * السيد التقدمي * كفر قاسم * الابطال يولدون مرتين * اليازرلي * وجه اخر للحب * العالم سنة 2000 * المغامرة *الأحمر والأبيض والأسود * بقايا صور *الحسناء وقاهر الفضاء * الفلسطيني الثائر * حبيبي مجنون جدا * المزيفون * شقة ومليون مفتاح * وراء البحار * مسك وعنبر * عودة حميدو * صيد الرجال * امبراطورية غوار * واحد + واحد * القلعة الخامسة * امرأة تسكن وحدها * وجه اخر للحب * الاستعراض الكبير * النصابين الخمسة * زواج على الطريقة المحلية * شاطيء الحب * الرجل الأخير * لا تقولي وداعا للامس * غابة الذئاب * الطريق إلى السلام * الثعلب * امرأة لا تبيع الحب * غرام المهرج * مقلب في المكسيك * سمك بلا حسك * غوار جيمس بوند * أبو عنتر بوند * صح النوم * زوجتي من الهيبز * اموت مرتين واحبك * بنات الكارتيه * لاوقت للخداع * الرجل المناسب *جسر الأشرار*بنات للحب*مقلب حب* غراميات خاصة * عشاق علي الطريق *

## فترة الثمانينات
في مطلع ثمانينات القرن العشرين كان للسينما السورية حضورا لافتا وقدمت الكثير من الأفلام الجادة والواقعية بصورة راقية من إنتاج المؤسسة العامة للسينما وأفلام جيدة من إنتاج شركات القطاع الخاص وقد فازت الأفلام السورية بالعديد من الجوائز الأولى في المهرجانات العربية والعالمية مثل فيلم أحلام المدينة وفيلم الحدود وعدد آخر كبير من الأفلام الجيدة التي ميزت السينما السورية إضافة لحصول الكثير من المخرجين والفنانين السوريين على جوائز في مختلف المهرجانات السينمائية.
من أفلام الثمانينات
- أحلام المدينة * المصيدة * حادثة النصف متر * حب لحياة * قتل عن طريق التسلسل * وقائع العام المقبل * المطلوب رجل واحد * حارة العناتر * عشاق * ساعي البريد * فتيات حائرات * لعبة الحب والقتل * أمطار صيفية * غابة من الاسمنت * الشمس في يوم غائم * الحدود * مأساة فتاة شرقية * إمبراطورية غوار * راقصة على الجراح * سواقة التاكسي * ليالي ابن آوى * نجوم النهار * التقرير.

## التسعينات
وتستمر عجلة الإنتاج السينمائي في سورية في التسعينات بوتيرة اقل تسارعا من الفترات السابقة وقل عدد الأفلام المنتجة، رغم ذلك كان هناك عددا جيد من الأفلام وظهر في الساحة الفنية السورية عدد من المخرجين والفنانين السورين المتميزين وحققت الأفلام السورية حضورا فعالا في لمحافل الدولية والمهرجانات بأفلام جادة أكثر واقعية ومصداقية من إنتاج المؤسسة العامة للسينما إضافة لعدد اقل من أفلام القطاع الخاص الذي قل إنتاجة عن الفترات السابقة لعدة عوامل أهمها اتجاه شركات الإنتاج والمنتجين للإنتاج التلفزيوني بعد أن غزت المسلسلات السورية المحطات الفضائية العربية وأصبحت في قمة الإنتاج الدرامي العربي والتي اعطت بعدا جديدا للإنتاج التلفزيوني والدراما السورية والعربية بمدى تطورها، فأتجهت العديد من شركات الإنتاج السينمائي في سوريا نحو الإنتاج الدرامي، واستمرت مؤسسة السينما إنتاج الأفلام السينمائية والتي كانت على مستوى جيد جدا وحققت العديد من الجوائز في المهرجانات المختلفة.
من أفلام التسعينات
- - رسائل شفهية * صعود المطر * كفرون * الليل * الطحالب * صهيل الجهات * اللجاة * الترحال * الكومبارس * آه يا بحر * ثعالب المدينة * المرابي * تراب الغرباء * شيء ما يخترق * نسيم الروح * مقعد في الحديقة *

## السينما بعد سنة 2000

ملصق فيلم الآباء الصغار

في اللألفية الجدية وبعد عام 2000 اكملت السينما السورية مسيرتها وتم إنتاج عدد من الأفلام الجيدة والممتازة من حيث المضمون، لكن من حيث الكم ليست كما يتطلع المهتمين بالسينما والفنانين السوريين الكبار والمخرجين وليست كما كانت في الستينات أو السبعينات من القرن العشرين، ويتطلع المهتمين بمسيرة السينما السورية والعارفين بالعمق التاريخي والرواد الأوائل الذين اوجدو صناعة سينمائية في سوريا ومع جيل الفنانين المخضرمين وجيل الشباب يترقب ان تزيد عجلة الإنتاج السينمائي السوري وخاصة مع وجود خبرات فنية كبيرة من مخرجين ومصورين وفنين واكاديمين وعدد كبير من الفنانين والفنانات السورين الكبار العديد منهم لهم تاريخ مع السينما إضافة لمشاهير من الجيل لجديد والعمق التاريخي لمسيرة السينما السورية.
من أفلام الالفية بعد سنة 2000
- زهر الرمان * صندوق الدنيا * علاقات عامة * الرسالة الأخيرة * حسيبة * قمران وزيتونة * خارج التغطية * صهيل الجهات * الاباء الصغار * ما يطلبة المستمعون * الطحين الأسود * رؤى حالمة * الطوفان * العشاق * امرأة من دمشق * باب المقام* الليل الطويل * أيام الضجر * تحت الجدار * بوابة الجنة * دمشق يابسمة الحزن * الهوية * مطر ايلول * ضوء في عينيه * مرة أخرى * فانية وتتبدد * رد القضاء * زينة (فيلم) * والعديد من الأفلام.

## شركات الإنتاج الخاصة
في جميع مراحل السينما السورية ظهرت شركات إنتاج سينمائية سورية خاصة كثيرة ساهمت في دوران عجلة الإنتاج السينمائي السوري منذ عشرات السنين منها شركات لم يعد لها وجود ومنها شركات ما زالت تعمل في المجال السينمائي نذكر بعض هذه الشركات:-
- أفلام فايز سلكا - دمشق
- شركة تحسين القوادري للسينما - دمشق
- أفلام محمد فاروق - دمشق
- زنوبيا فيلم - دمشق
- شركة الزوزو للسينما - دمشق
- طارق فيلم - دمشق
- أفلام سمير عنيني - دمشق
- أفلام زياد مولوى - دمشق
- الغانم للسينما - دمشق
- سيريا فيلم _ دمشق
- أفلام فتنة واغراء - دمشق
- شركة الحرمون للإنتاج السينمائي - دمشق
- هيليوس فيلم - دمشق
- شركة عرفان وجالق للإنتاج السينمائي - حلب
- أفلام بهجت المصري - دمشق
- أفلام أحمد أبو سعدة - دمشق
- شركة النجم للإنتاج السينمائي - دمشق
- شركة الفرسان للإنتاج السينمائي - دمشق
- أفلام خالد الغزي - دمشق
- شام فيلم - دمشق
- سميراميس فيلم - دمشق
- أفلام قبلاوي وزلطة - حلب
- أفلام محمد السردار - حلب
- أفلام طيارة واكتع - حلب
- ماسترز للإنتاج - دمشق
- الدولية للإنتاج - دمشق
- أفلام نادر اتاسي - دمشق
- علاء الدين للإنتاج _ دمشق
- جامب للإنتاج - دمشق
- الشام الدولية للإنتاج - دمشق
- ملكاني للإنتاج - دمشق

## أفلام الجوائز
عبر مسيرة السينما السورية الطويلة قدمت شركات الإنتاج السينمائي وقطاع الإنتاج والمؤسسة العامة للسينما أكثر من 350 فلما سينمائيا طويلا وعدة مئات من الأفلام القصيرة والتسجيلية والوثائقية، وحققت الأفلام السورية في فترات مختلفة من هذه المسيرة عدد من الجوائز لأفلام مميزة إضافة لجوائز الفنانين والفنانات والمخرجين في مهرجانات عربية ودولية مثل، مهرجان فالنسيا الدولي، مهرجان موسكو الدولي * مهرجان لوكارنو الدولي، مهرجان كان الدولي، مهرجان برلين، مهرجان معهد العالم العربي، أيام قرطاج السينمائية، مهرجان القاهرة، مهرجان دمشق وحققت الأفلام السورية أكبر الجوائز.
سينما سورية
ومن أفلام الجوائز نذكر:
- - الفهد - فيلم محاولة عن سدّ الفرات - الحياة اليومية في قرية سوريّة - حادثة النصف متر - أحلام المدينة - الحدود - سائق الشاحنة - نجوم النهار - كفر قاسم - المطلوب رجل واحد - الطريق إلى السلام - القلعة الخامسة - السكين - بقايا صور - المغامرة - التقرير - الشمس في يوم غائم - ليالي ابن آوى - وهنالك أشياء كثيرة يمكن أن يتحدّث عنها المرء -

## السينما السورية اليوم
السينما السورية بتاريخها الطويل والبعد الزمني لبدايتها والسينمائين الرواد الأوائل الذين عملوا وواجهوا الصعاب في البداية من اجل ايجاد صناعة سينمائية في سورية تواجه اليوم قلة في إنتاج الأفلام السينمائية بسبب توجه العديد من المنتجين وشركات الإنتاج السينمائي السورية إلى إنتاج المسلسلات التلفزيونية بسبب النجاح الكبير التي حققته الدراما السورية على مستوى العالم العربي، مع ذلك فأن السينما السورية اليوم تقدم أفلام (رغم قلتها) على مستوى راقي وتحصد أفلام المؤسسة العامة للسينما الجوائز الأولى في المحافل والمهرجانات السينمائية وهناك اليوم مخرجين وفنانين سورين كبار وعلى مستوى عالي من الخبرة وجيل من الفنانين والفنانات الشباب لهم الحضور والشهرة، يعملون على تسريع دوران عجلة الإنتاج السينمائي في سورية.
يذكر أنه قد تم تصوير فيلم وثائقي عن أحد رواد السينما السورية نزيه الشهبندر بعنوان نور وظلال أخرجه كل من عمر أميرالاي ومحمد ملص وأسامه محمد عام 1994 عرض مؤخرا في أيام سينما الواقع دوكس بوكس ‏ بمناسبة احتفالية دمشق عاصمة للثقافة العربية 2008، ويقام مهرجان دمشق السينمائي الدولي دوريا تشارك فية أفلام من مختلف دول العالم إضافة لعدد من الأفلام السورية الحديثة التي تشارك كل عام وكذلك هناك نشاط وحراك واضح بين الفنانين السورين الشباب لتكملة مسيرة السينما السورية وتسريع عجلة الأنتاج السينمائي.

## وصلات خارجية
- المؤسسة العامة للسينما نسخة محفوظة 20 أكتوبر 2008 على موقع واي باك مشين.
- موقع فنانين
- الأفلام السورية في قاعدة بيانات الأفلام على الإنترنت